# Čapljani
Čapljani falu Horvátországban, a Sziszek-Monoszló megyében, közigazgatásilag Sunja községhez tartozik.

## Fekvése
Sziszek városától légvonalban 26, közúton 33 km-re délkeletre, községközpontjától 8 km-re délre, a Sunja-mező északnyugati szélén, a Sunjáról Hrvatska Dubicára menő főút mentén, a Čapljanski-patak partján fekszik.

## Története
Čapljani a török kiűzése után a 17. század végétől pravoszláv boszniai szerbekkel betelepített falvak közé tartozik. A falu 1773-ban az első katonai felmérés térképén „Dorf Chaplanie” néven szerepel. Lipszky János 1808-ban Budán kiadott repertóriumában „Chaplyani” a neve. 1857-ben 143, 1910-ben 231 lakosa volt. Zágráb vármegye Kostajnicai járásához tartozott. A délszláv háború előtt lakosságának 95%-a szerb nemzetiségű volt. 1991. június 25-én a független Horvátország része lett. A délszláv háború idején lakossága a szerb erőkhöz csatlakozott. A Krajinai Szerb Köztársasághoz tartozott. A falut 1995. augusztus 5-én a Vihar hadművelettel foglalta vissza a horvát hadsereg. A szerb lakosság többsége elmenekült. A településnek 2011-ben 37 lakosa volt.

## Népesség
| Lakosság változása | Lakosság változása | Lakosság változása | Lakosság változása | Lakosság változása | Lakosság változása | Lakosság változása | Lakosság változása | Lakosság változása | Lakosság változása | Lakosság változása | Lakosság változása | Lakosság változása | Lakosság változása | Lakosság változása | Lakosság változása |
| ------------------ | ------------------ | ------------------ | ------------------ | ------------------ | ------------------ | ------------------ | ------------------ | ------------------ | ------------------ | ------------------ | ------------------ | ------------------ | ------------------ | ------------------ | ------------------ |
| 1857               | 1869               | 1880               | 1890               | 1900               | 1910               | 1921               | 1931               | 1948               | 1953               | 1961               | 1971               | 1981               | 1991               | 2001               | 2011               |
| 143                | 146                | 154                | 199                | 222                | 231                | 242                | 253                | 187                | 190                | 173                | 149                | 132                | 112                | 38                 | 37                 |